# Supertekočnost
Súpertekóčnost (tudi súprafluídnost iz latinskega supra – nad) je agregatno stanje v katerem se snov obnaša kot tekočina z ničelno viskoznostjo – kjer se zdi, da poseduje sposobnost samostojnega pogona in gibanja brez trenja na način, ki kljubuje gravitaciji in površinski napetosti. Stanje se pojavlja v astrofiziki, fiziki visokih energij (in osnovnih delcev) in teorijah kvantne gravitacije. Pojav je povezan s Bose-Einsteinovo kondenzacijo, vendar noben od njiju ni posebna vrsta drugega – vsi Bose-Einsteinovi kondenzati niso supertekočine, kakor tudi niso vse supertekočine Bose-Einsteinovi kondenzati.

## Supertekočnost v kapljevinskem heliju
Supertekočnost so izvirno odkrili Peter Leonidovič Kapica, John Frank Allen in Don Misener leta 1937 v kapljevinskem heliju pod točko λ (T = 2,1768 K). Do tedaj je bilo znano, da bo helij pri prehodu te točke kapljevinski helij doživel fazni prehod in prešel iz popolnoma »normalnega« stanja (imenovanega helij I) v novo stanje imenovano helij II. Kapica je pokazal, da helij II teče v splošnem v območju eksperimentalne točnosti brez trenja. Od tedaj so jo opisali prek fenomenoloških in mikroskopskih teorij. Teorijo supertekočnosti je leta 1941 razvil Lev Davidovič Landau. V kapljevinskem 4He supertekočnost nastopi pri višjih temperaturah kot pri 3He. Vsak atom helija-4 je bozonski delec zaradi svojega celoštevilskega spina. Atom helija-3 pa je fermionski delec – lahko tvori bozone le s paritvijo s samim seboj pri precej nižjih temperaturah. Ta proces je podoben elektronski paritvi v superprevodnosti.
Do sedaj so odkrili, da je koeficient viskoznosti helija II 10-12 Pa·s, pri heliju I pa je pri temperaturi vrelišča 4,222 K ta koeficient enak 10-6 Pa·s. Tako helij I kot helij II sta kvantni tekočini in kažeta atomske značilnosti na makroskopskem nivoju. Klasična mehanika da zanju premalo točen opis.

## Ultrahladni atomski plini
Supertekočnost v ultrahladnem fermionskem plinu je eksperimentalno potrdil Wolfgang Ketterle in njegova skupina pri opazovanju kvantnih vrtincev v 6Li pri temperaturi 50 nK na MIT aprila 2005. Takšne vrtince so pred tem opazovali v ultrahladnem bozonskem plinu 87Rb leta 2000 in bolj nedavno v dvorazsežnih plinih. V letu 1999 je Lene Hau tvorila takšen kondenzat s pomočjo atomov natrija za upočasnitev svetlobe na hitrost 17 m/s in kasneje njeno popolno ustavitev. Njena skupina je kasneje s takšnim sistemom stisnjene svetlobe tvorila supertekoči analogon udarnih valov in tornadov: »Te dramatične vzbuditve povzročajo nastanek solitonov, ki potem razpadajo v kvantne vrtince – nastale daleč od ravnovesja v parih nasprotnega kroženja – kar neposredno razkrije proces supertekočega zloma v Bose-Einsteinovem kondenzatu. Z dvojno postavitvijo svetloba-zapora lahko tvorimo nadtorovane trke med udarnimi valovi, kar povzroča popolnoma nepričakovane, nelinearne vzbuditve. Opazovali smo hibridne strukture, ki so jih sestavljali vrtinčni obroči vstavljeni v temne solitonske lupine. Vrtinčni obroči se obnašajo kot 'vijaki prikazni' in vodijo do zelo bogate vzbuditvene dinamike.«

## Supertekočina v astrofiziki
Zamisel, da supertekočnost obstaja znotraj nevtronskih zvezd, je prvi predlagal Arkadij Migdal. Po analogiji z elektroni znotraj superprevodnikov, kjer tvorijo Cooprove pare zaradi interakcije z mrežo, se pričakuje, da lahko tudi nukleoni v nevtronski zvezdi pri dovolj veliki gostoti in nizki temperaturi]] tvorijo Cooprove pare zaradi prvilačne jedrske sile na velikih razdaljah, kar vodi do supertekočnosti in superprevodnosti.

## Supertekočnost v fiziki visokih energij in kvantni gravitaciji
Teorija supertekočega vakuuma (SVT) je pristop v teoretični fiziki in kvantni mehaniki po katerem se fizikalni vakuum obravnava kot supertekočina.
Končni cilj takšnega pristopa je razvoj znanstvenih modelov, ki bi združili kvantno mehaniko kot opisa treh od štirih osnovnih sil z gravitacijo. Na ta način je SVT kandidatka za teorijo kvantne gravitacije in razširitev standardnega modela.
Upa se, da se bo razvoj takšne teorije združil v en konsistentni model vseh osnovnih interakcij in opisal vse znane interakcije in osnovne delce kot različne manifestacije iste entitete, supertekočega vakuuma.